# Osica de Jos
Osica de Jos è un comune della Romania di 1 691 abitanti, ubicato nel distretto di Olt, nella regione storica dell'Oltenia. 
Il comune è formato dall'unione di 2 villaggi: Bobu e Osica de Jos.
Osica de Jos è divenuto comune autonomo nel 2003, staccandosi dal comune di Dobrun.